# NGC 960
NGC 960 (другие обозначения — MCG −2-7-28, PGC 9621) — спиральная галактика (Sb) промежуточного типа в созвездии Кит. Открыта Фрэнком Ливенвортом в 1886 году. Описание Дрейера: «очень тусклый, очень маленький объект круглой формы, возможно, туманный, к юго-западу видна звезда 9-й величины».
Этот объект входит в число перечисленных в оригинальной редакции «Нового общего каталога».
NGC 824 обладает активным ядром и относится к галактикам типа LINER.
Галактика имеет компаньона — галактику Mrk 1044.